# Torsten Norman
Torsten Norman, född 2 februari 1922 i Brattby, Västerbottens län, död 1997, var svensk målare.
Han var son till lantbrukaren Gustav Norman och Hildur Lindgren. Han började måla som en fritidssysselsättning från sitt arbete som tjänstemän vid Statens järnvägar. Han studerade senare konst vid Otte Skölds målarskola i Stockholm 1948 och för Endre Nemes och Torsten Renqvist vid Valands målarskola 1954-1959. Tillsammans med Åke Nilsson ställde han ut i Vännäsby några gånger. Han medverkade i Liljevalchs Stockholmssalong 1958 samt i en utställning med Valandskonstnärer i Dalsjöfors 1956 dessutom medverkade han i samlingsutställningar i Kolsva och Kumla och utställningar arrangerade av olika lokala konstföreningar. Vid sin första separatutställning visade han upp stilleben, figurer och landskapsskildringar men han kom senare även att utföra porträtt.  